# Sde Boker
Sde Boker (hebrejsky שְׂדֵה בּוֹקֵר, doslova „Kovbojská pole“) je vesnice typu kibuc v Negevské poušti v jižním Izraeli. Leží v plochém údolí, kterým po jeho délce protéká vádí Nachal ha-Ro'a a které je obklopeno hornatou krajinou.
Spadá pod správní území Oblastní rady Ramat ha-Negev. Tento kibuc je významný jako někdejší bydliště prvního izraelského premiéra Davida Ben Guriona.

## Dějiny
Sde Boker byl založen 15. května 1952. V prosinci 1953 tehdejší premiér David Ben Gurion rezignoval na funkci předsedy vlády a přesunul se do tohoto kibucu. Přestože se o dva roky později do politiky vrátil, ve Sde Boker zůstal žít až do své smrti v roce 1973. Kibuc se během této doby stal i místem politických jednání. V roce 1966 zde Ben Gurion oslavil své 80. narozeniny za přítomnosti mnoha hostů včetně pozdějšího izraelského premiéra a prezidenta Šimona Perese.
Poté, co Ben Gurion zemřel, byl pohřben poblíž Sde Boker v Midrešet Ben Gurion vedle své manželky Pauly Ben Gurion. Jako své bydliště si toto místo vybral kvůli své vizi kultivace Negevské pouště a výstavby měst jako Jerucham či Dimona. Věřil, že by se Negev mohl stát místem bydliště pro mnohé Židy, kteří do Izraele přišli v rámci alijí (přistěhovaleckých vln) a chtěl, aby Sde Boker byl vzorovým příkladem pro jeho následovníky. V červnu 1954, krátce po svém dočasném odchodu z politiky, právě s takovou výzvou vystoupil na masovém shromáždění v Tel Avivu, kde před osmi tisíci převážně mladých posluchačů označil osidlování periferních regionů země jako hlavní úkol.

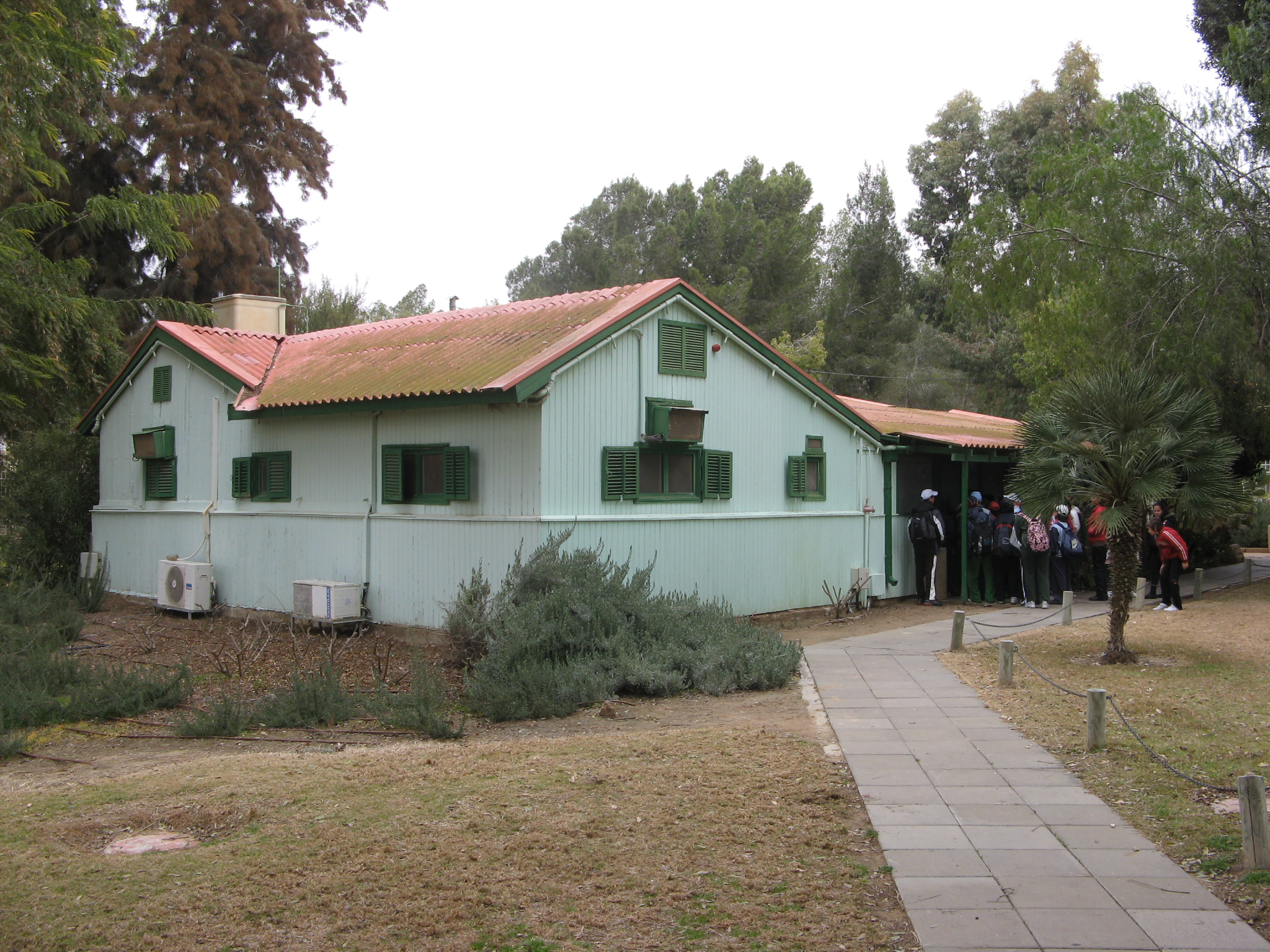
Ben Gurionovo sídlo
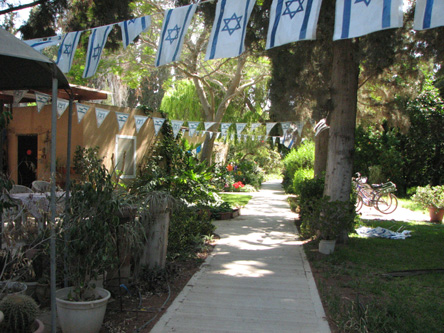
Část kibucu

## Demografie
Obyvatelstvo kibucu je sekulární. Podle údajů z roku 2014 tvořili naprostou většinu obyvatel v Sde Boker Židé (včetně statistické kategorie "ostatní", která zahrnuje nearabské obyvatele židovského původu ale bez formální příslušnosti k židovskému náboženství).
Sde Boker obývají Židé, přičemž osídlení v tomto regionu je etnicky převážně židovské. Jde o menší obec vesnického typu s dlouhodobě klesající populací. K 31. prosinci 2014 zde žilo 426 lidí. Během roku 2014 populace stoupla o 7,0 %.
| Rok            | 1961 | 1972 | 1983 | 1995 | 2001 | 2003 | 2004 | 2005 | 2006 | 2007 | 2008 | 2009 | 2010 | 2011 | 2012 | 2013 | 2014 |
| -------------- | ---- | ---- | ---- | ---- | ---- | ---- | ---- | ---- | ---- | ---- | ---- | ---- | ---- | ---- | ---- | ---- | ---- |
| Počet obyvatel | 63   | 143  | 282  | 405  | 462  | 436  | 441  | 434  | 430  | 427  | 422  | 378  | 378  | 384  | 380  | 398  | 426  |